# 보후슬라프 소보트카
보후슬라프 소보트카(체코어: Bohuslav Sobotka, 1971년 10월 23일~)는 체코의 정치인이다. 2014년부터 2017년까지 제11대 체코의 총리를 역임했으며, 소속 정당은 체코 사회민주당이다.

## 생애
마사리크 대학교 법학과 출신이다. 1996년 6월 1일에는 체코 의회의 남모라바 주 대표 의원으로 선출되었으며, 2002년 7월 12일부터 2006년 9월 4일까지 체코 재무부 장관을 역임했다.
2010년 5월 29일부터 2017년 6월 15일까지 체코 사회민주당 당대표를 역임하였고, 2014년 1월 17일부터 체코의 총리를 역임하였다. 2017년 12월 6일 중도주의 정당인 ANO 2011의 당대표인 안드레이 바비시가 신임 총리로 선언된 후 2017년 12월 13일에 총리직을 사임하였다.